# Šiprage
Šiprage (en serbio cirílico Шипраге) es un asentamiento ubicado en el municipio Kotor Varoš de la República Srpska, una de las entidades que conforman Bosnia y Herzegovina.
La situación administrativa de este poblado fue cambiada – desde la comunidad local ha crecido un municipio en el condado de Kotor Varos – con el fin de garantizar en 1964 de nuevo al nivel de la comunidad local.

## Nombre
El nombre actual se deriva de la familia de nobles Šipraga. No está claro si sus antepasados representan la población autóctona o emigraron a la zona y adquirieron amplia propiedad en el valle del río Vrbanja  y sus afluentes. Según las tradiciones orales y los registros catastrales, su expansión se inició a partir de Pougarje (pendientes de Vlašić Montaña) en el valle del río Ugar.

## Clima
En el área de Šiprage y alrededores hay un clima moderado continental, con las cuatro estaciones, invierno. En las colinas alrededor de la montaña y subalpina, las fluctuaciones anuales de temperatura y precipitaciones son relativamente altas, pero con la estabilidad a largo plazo.
A largo plazo ("históricos") indicadores del clima a largo plazo de la zona Šiprage
- Las variaciones en la precipitación entre los meses más secos y húmedos es de 41 mm. Durante el año, la temperatura media está por encima de 20,6 °C[3]

## Geografía
Šiprage se encuentra en la Vrbanja, en su línea ascendente del sudeste de la Banja Luka (alrededor del 60  km) y el Kotor Varoš (30 km) y el centro es parte de la comunidad local. Situado en el largo valle entre varias cadenas montañosas: el noreste es la Šipraško Brdo (Colinas de Šiprage la punta de la Glavić - glande, a 950 m.), al sur: Jasik (769 m), al sureste del complejo Šahinovina - Stražbenica (848 m), al oeste: Radohova (arriba: Kape, 950 m) y el noroeste: Borčići (799 m) con Hrastik.

## Historia
Según fuentes relevantes, el primer asentamiento en el valle del río Vrbanja estaba todavía en el Neolítico. Esta área entonces fue habitada por Ilirios, pero en el cuarto siglo AC. Hay por primera vez penetrado Celtas. Ellos han tenido la invasión más se quedó en Bosnia. Al final de Mundo Antiguo Vrbas, Vrbanja y Sana valles fueron habitados por Ilirios tribu Maezaei.
Desde el período romano hay varios sitios en Šiprage en la boca Crkvenica (Crkvenica) - en el río Vrbanja (en el campo de Omer Bey Šipraga, 1891), descubrió los restos de una basílica cristiana temprana (siglo III – V).
Los registros arqueológicos confirman la existencia de un asentamiento romano en este lugar, mientras que el stećci data del siglo XII. La posizione originale di lapidi (stećak)  estaba confluencia de rivulet Crikvenica y río Vrbanja (en los mismos bancos de los ríos). Fueron cortadas y construidas en las paredes de los edificios circundantes (posiblemente debido a las creencias de sus propiedades milagrosas). Uno de los stećak mejor conservados está sumergido en el río Vrbanja, en la proximidad inmediata de su ubicación principal.
.

### Guerra en Bosnia
Durante la Guerra en Bosnia y Herzegovina (1992-1995), La República de ejército Serbio, la policía y las fuerzas paramilitares han demolido los pueblos bosnios rodean, especialmente los de aguas arriba a lo largo del Vrbanja a Kruševo Brdo, así como todos los pueblos bosnios aguas abajo a Banja Luka. La gente local estaban siendo asesinados, y fue expulsado de la mayoría. 
Uno de los 18 campamentos para los internos de Bosnia en el municipio de Kotor Varoš estaba en la estación de policía (MUP) de Šiprage.
Después de 1996, la mayoría  pueblos bosnios fue restaurada en parte, gracias al gobierno y soldados de Luxemburgo, es decir. Batallón BELUGA (abreviatura de: BElgica - LUxeburgo - Grecia - Austria), en el contexto de la EUFOR/SFOR. fue restaurado y la única mezquita en durante la guerra en Bosnia y Herzegovina, pueblos alrededor de Šiprage, construido en la iglesia ortodoxa (el sitio de la antigua "casa bosque" y antigua sede de la administración local).

## Demografía

### Resumen del censo
- 1931 e 1953: Municipio Šiprage.

+ Área Šiprage
| Šiprage 2013: La población total = 788 |              |              |              |
| Año del censo                          | 1991         | 1981         | 1971         |
| Bosnios                                | 745 (78,25%) | 711 (60,10%) | 422 (51,33%) |
| Serbios                                | 168 (17,64%) | 320 (27,04%) | 370 (45,01%) |
| Croatas                                | 1 (0,10%)    | 6 (0,50%)    | 0            |
| Yugoslavos                             | 32 (3,36%)   | 136 (11,49%) | 21 (2,55%)   |
| Otro y desconocido                     | 6 (0,63%)    | 10 (0,84%)   | 9 (1,09%)    |
| Total                                  | 952          | 1183         | 822          |

### Šiprage, 1921.

#### Religión
| Área del Censo | Musulmana | Ortodoxo | Católico | "Inglés" | Total |
| Prisočka       | 675       | –        | 8        | –        | 683   |
| Radohovo*      | 270       | 42       | 1        | 3        | 316   |
| Total          | 945       | 42       | 9        | 3        | 999   |

- El nombre oficial del área del censo era Radohovo.

#### Lengua materna
| Área del Censo | Serbios y Croatas | Rusinos | Total |
| Prisočka       | 683               | –       | 683   |
| Radohovo*      | 314               | 2       | 316   |
| Total          | 997               | 2       | 999   |

### Pueblos de Áreas Šiprage
Orilla izquierda Vrbanja (río arriba)
Ulice, Traljići, Letići, Lapići, Kerkezi, Gigovići, Demići, Dunići, Vrevići (Strane), Ćorkovići, Vrbovo, Zuhrići, Mujagići, Lozići, Tuleža, Fodlovići, Crepovi, Durakovići, Kovačevići, Mujanovići;
Costa derecho
Burča, Stopan, Kerle, Grič, Selačka, Gornje Šiprage, Kurušići, Gelići, Palivuk.